# Malwina Szczepkowska
Malwina Szczepkowska, pseudonim M.S. (ur. 30 lipca 1909 w Pińczowie, zm. 2 czerwca 1977 w Gdańsku) – polska pisarka, teatrolożka, reżyser teatralny i radiowy.

## Życiorys
Absolwentka Gimnazjum im. Elizy Orzeszkowej w Wilnie i polonistyki na Uniwersytecie Warszawskim. W 1929 debiutowała na łamach Gazety Warszawskiej nowelą Chimera. W kolejnych latach współpracowała także z Tygodnikiem Ilustrowanym, Naokoło świata, Gazetą Morską, Echem, Dziennikiem Bałtyckim i Literami. W 1933 opublikowała swoją pierwszą powieść Dom na prowincji. W 1939 toruńska rozgłośnia Polskiego Radia wyemitowało jej pierwsze słuchowisko radiowe - Tajemnica Marii Celeste.
Od czerwca 1940 do lipca 1943 pracowała w sklepie z wyrobami tytoniowymi w Warszawie, następnie prowadziła własny warsztat tkacki. Po wysiedleniu z Warszawy w 1944 mieszkała w Pińczowie. W maju 1945 przeniosła się do Gdańska. W latach 1945–1948 pracowała jako referent literacki w Wydziale Kultury Zarządu Miejskiego. Od 1948 do 1953 pełniła funkcję kierownika literackiego Państwowego Teatru Wybrzeże. Należała do współtwórców Oddziału Gdańskiego Związku Zawodowego Literatów Polskich, na którego czele stała od 1950 do 1951. Zorganizowała także Teatr Oświatowy Gdańskiego Zespołu Artystycznego, którym kierowała od 1946 do 1948. Po zdaniu eksternistycznego egzaminu reżyserskiego w 1952 zajmowała się reżyserią w Teatrze Ziemi Pomorskiej w Toruniu (1953-1956) oraz w Teatrze im. Wojciecha Bogusławskiego w Kaliszu (1956-1957). Po powrocie do Gdańska założyła i kierowała Gdańskim Studiem Rapsodycznym (1957-1961). W latach 1957–1960 pełniła funkcję kierownika działu artystycznego w gdańskim oddziale Polskiego Radia, a 1960-1969 - jego zastępcy redaktora naczelnego, po czym przeszła na emeryturę. W 1959 otrzymała Nagrodę Miasta Gdańska w dziedzinie teatru.
Została pochowana na cmentarzu Oliwskim w Gdańsku (kwatera 4-C-26). 

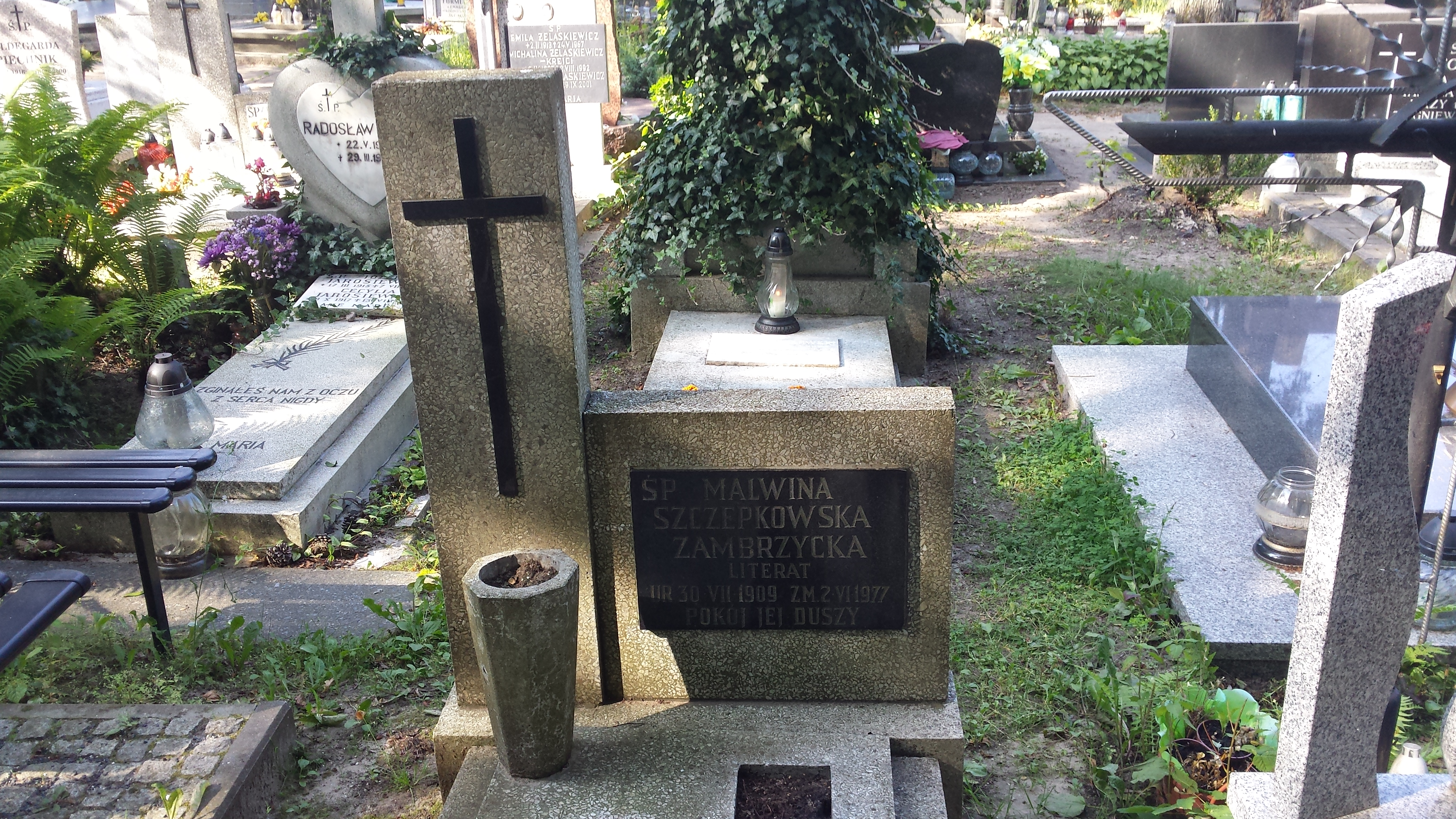
Grób Malwiny Szczepkowskiej na cmentarzu Oliwskim

Od 1977 jej imię nosi Filia nr 1 Wojewódzkiej i Miejskiej Biblioteki Publicznej w Gdańsku przy al. Grunwaldzkiej 44.

## Nagrody i odznaczenia
- Złoty Krzyż Zasługi (1964)
- Krzyż Kawalerski Orderu Odrodzenia Polski (1976)
- Odznaka „Za Zasługi dla Miasta Gdańska” (1965)
- Odznaka „Zasłużony Działacz Kultury” (1968)
- Nagroda Gdańskiej Wojewódzkiej Rady Sztuki i Kultury Artystycznej (1948)
- Nagroda Miasta Gdańska w dziedzinie teatru (1959)
- Nagroda Komitetu do Spraw Radia i Telewizji (1969)
- Nagroda w Gdańskim Konkursie Prozatorskim (1974)

## Ważniejsze dzieła
- Dom na prowincji (powieść, 1933)
- Schody w górę (powieść, 1934)
- Dom chorych dusz (powieść, 1938, przetłumaczona na język czeski)
- Muszę kłamać (powieść, 1939)
- Tajemnica Marii Celeste (słuchowisko radiowe, 1939)
- Owoce burzy (słuchowisko radiowe, 1945)
- Czas orania (słuchowisko radiowe, 1946)
- Genewa, Paquis nr 10 (dramat, 1947)
- Księżniczka Pstrokońska (dramat, 1947)
- Wiek klęski (słuchowisko radiowe, ok. 1955)
- Maska profesora Brandla (powieść, 1959)
- Tajemnica za każdymi drzwiami (powieść, 1959)
- Gwiazdy dla wszystkich (dramat, 1960)
- Pierwszy oficer mówi prawdę (słuchowisko radiowe, 1961)
- Strona orła (słuchowisko radiowe, 1962)
- Śnieg zasypie ślady (słuchowisko radiowe, 1962)
- Urszula Szmit robi karierę (słuchowisko radiowe, 1962)
- Wołanie w słońcu (słuchowisko radiowe, 1962)
- Niedzielne popołudnie (słuchowisko radiowe, 1963)
- Pożegnanie z ojcem (słuchowisko radiowe, 1963)
- Czy mogę skorzystać z telefonu? (dramat, 1966)
- Chłopiec z dobrego domu (dramat, 1967)
- Śmierć chuligana (dramat, 1968)
- Deszcz (słuchowisko radiowe, 1968)
- Węzeł (słuchowisko radiowe, 1969)
- Trzeciej na imię śmierć (powieść, 1971)
- Ręka (powieść, 1972)
- Powrót do rodzinnego domu (dramat, 1974)
- 20 lat teatru na Wybrzeżu (monografia, 1968)